# Tacatà
Tacatà è un singolo del gruppo musicale italiano Tacabro, pubblicato il 5 gennaio 2012.

## Descrizione
Il brano, scritto dal duo Romano & Sapienza, ha visto la collaborazione vocale del cantante cubano Martínez Rodríguez.

## Video musicale
Il video musicale è stato ideato e realizzato da Andrea Calì per la casa discografica DanceAndLove.

## Tracce
Testi e musiche di Romano & Sapienza, Martínez Rodríguez.
1. Tacatà (radio edit) – 3:30
2. Tacatà (extended mix) – 4:44

## Classifiche
| Classifica (2012) | Posizione massima |
| ----------------- | ----------------- |
| Austria           | 1                 |
| Fiandre           | 5                 |
| Vallonia          | 7                 |
| Canada            | 83                |
| Danimarca         | 1                 |
| Finlandia         | 3                 |
| Francia           | 6                 |
| Germania          | 8                 |
| Israele           | 1                 |
| Italia            | 4                 |
| Lussemburgo       | 1                 |
| Paesi Bassi       | 3                 |
| Polonia           | 1                 |
| Spagna            | 6                 |
| Svezia            | 6                 |
| Svizzera          | 1                 |

### Classifiche di fine anno
| Classifica (2012) | Posizione |
| ----------------- | --------- |
| Austria           | 11        |
| Danimarca         | 23        |
| Francia           | 13        |
| Italia            | 15        |
| Spagna            | 7         |
| Svezia            | 58        |